# Limonia bryaniana
Limonia bryaniana là một loài ruồi trong họ Limoniidae. Chúng phân bố ở miền Australasia.